# Hledíček menší

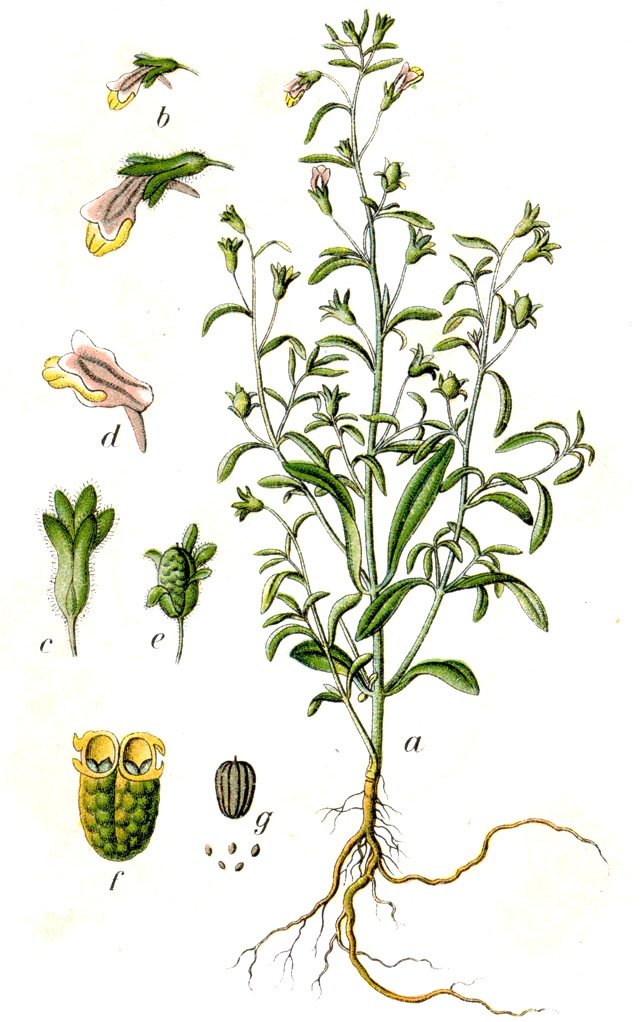
Nákres hledíčku menšího

Hledíček menší (Chaenorhinum minus) je drobná, jednoletá, planě rostoucí rostlina pokládána za plevel. Je jedním ze dvou druhů rodu hledíček, které v české přírodě rostou.

## Rozšíření
Původem euroasijský a mediteránní druh, který je v současnost rozšířen, mimo nejsevernějších oblastí, po celé Evropě. Na východě sahá jeho výskyt až po centrální Rusko, do Malé Asie a Předkavkazska, na jihu do severní Afriky. Jako zavlečený druh se objevuje i v Severní Americe.

## Ekologie
Pro svůj růst potřebuje slunná nebo jen málo zastíněná stanoviště a protože je poměrně málo konkurenceschopný, osídluje často místa s nezapojenou vegetací. Vyskytuje se hlavně v teplejších oblastech, do vyšších poloh se dostává jen přechodně. Upřednostňuje výživné, zásadité, lehčí a mírně vlhké půdy, jeho starší rostliny dobře snáší déletrvající sucho.
V České republice, kde je považován za původní druh, roste v termofytiku a mezofytiku Čech i Moravy roztroušeně až hojně, hlavně na polích, v zelinářských zahradách, ve vinicích, podél komunikací, ve štěrkovnách a lomech, na navážkách a různých disturbovaných plochách.

## Popis
Jednoletá, 5 až 30 cm vysoká bylina s chlupatou, přímou nebo vystoupavou, bohatě rozvětvenou lodyhou. Listy jsou vespod lodyhy vstřícné a výše střídavé, téměř přisedlé, kopinaté až čárkovité, u báze klínovité, na vrcholu tupé a po obvodě celistvé. Bývají dlouhé do 35 mm, široké do 5 mm a jsou oboustranně žláznatě chlupaté.
Z paždí listenů podobných listům vyrůstají nafialovělé květy a vytvářejí volná hroznovitá květenství. Drobné, oboupohlavné květy mají stopky, které se po odkvětu napřimují a bývají dlouhé až 20 mm. Vytrvalý kalich je dělený do pěti nestejných segmentů okolo 4 mm dlouhých, které jsou čárkovité a na vrcholu tupé. Šklebivá koruna se dvěma k sobě nepřiléhajícími pysky je asi 8 mm dlouhá, světle fialová, trubka s ostruhou je ve žlutém neuzavřeném ústí hustě chlupatá. Horní pysk je dvoulaločný, dolní třílaločný a jeho střední lalok je nevýrazně vypouklý. V trubce jsou čtyři nevyčnívající dvojmocné tyčinky, dvoupouzdrý horní semeník, tenká čnělka a dvoulaločná blizna. Květy, kvetoucí od června do září, jsou opylovány hmyzem nebo případně i autogamně.
Plody jsou podlouhlé vejčité, dvoupouzdré tobolky, asi 4 mm dlouhé, otvírají se na vrcholu dvěma otvory. Obsahují drobná, oválná, černohnědá semena asi 0,6 mm dlouhá. Ploidie druhu je 2n = 14.
Rostliny se rozmnožují výhradně semeny, jedna rostlina jich vytvoří několik stovek. Semena po dozrání vypadají do půdy, čerstvá však klíčí velmi špatně. Hromadně vyklíčí, po přezimování mělce pod povrchem půdy, až příští rok na jaře, kdy je půda již dostatečně prohřátá sluncem. Klíčivost si semena podržují déle než pět let.

## Význam
Hledíček menší byl považován za polní plevel, který zapleveluje hlavně okopaniny a širokořádkové plodiny. Protože je světlomilnou rostlinou, nemůže ve vyšších porostech růst, vyskytuje se proto jen po okrajích obilních lánů nebo v prořidlých pícninách. V současnosti se objevuje na polích jen nepravidelně a je hodnocen jako neexpanzivní plevel, který kulturním rostlinám příliš neškodí.

## Taxonomie
V minulosti byl hledíček menší považován za součást rodu Linaria nebo Antirrhinum, později byl přeřazen do rodu Microrrhinum. V současnosti patří do rodu Chaenorhinum sekce Microrrhinum.
Hledíček menší se vyskytuje v několika poddruzích, v české přírodě roste pouze nominátní poddruh Chaenorhinum minus subsp. minus. Dále jsou uznávány ještě poddruhy Chaenorhinum minus subsp. anatolicum, Chaenorhinum minus subsp. idaeum a Chaenorhinum minus subsp. litorale.

## Galerie

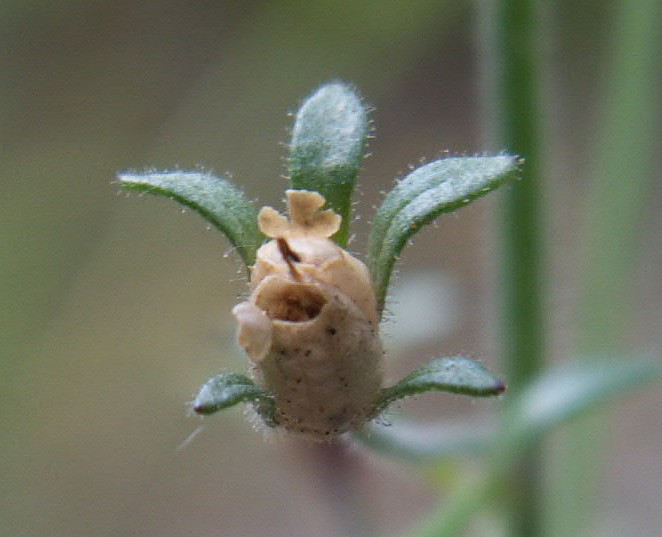
Tobolka
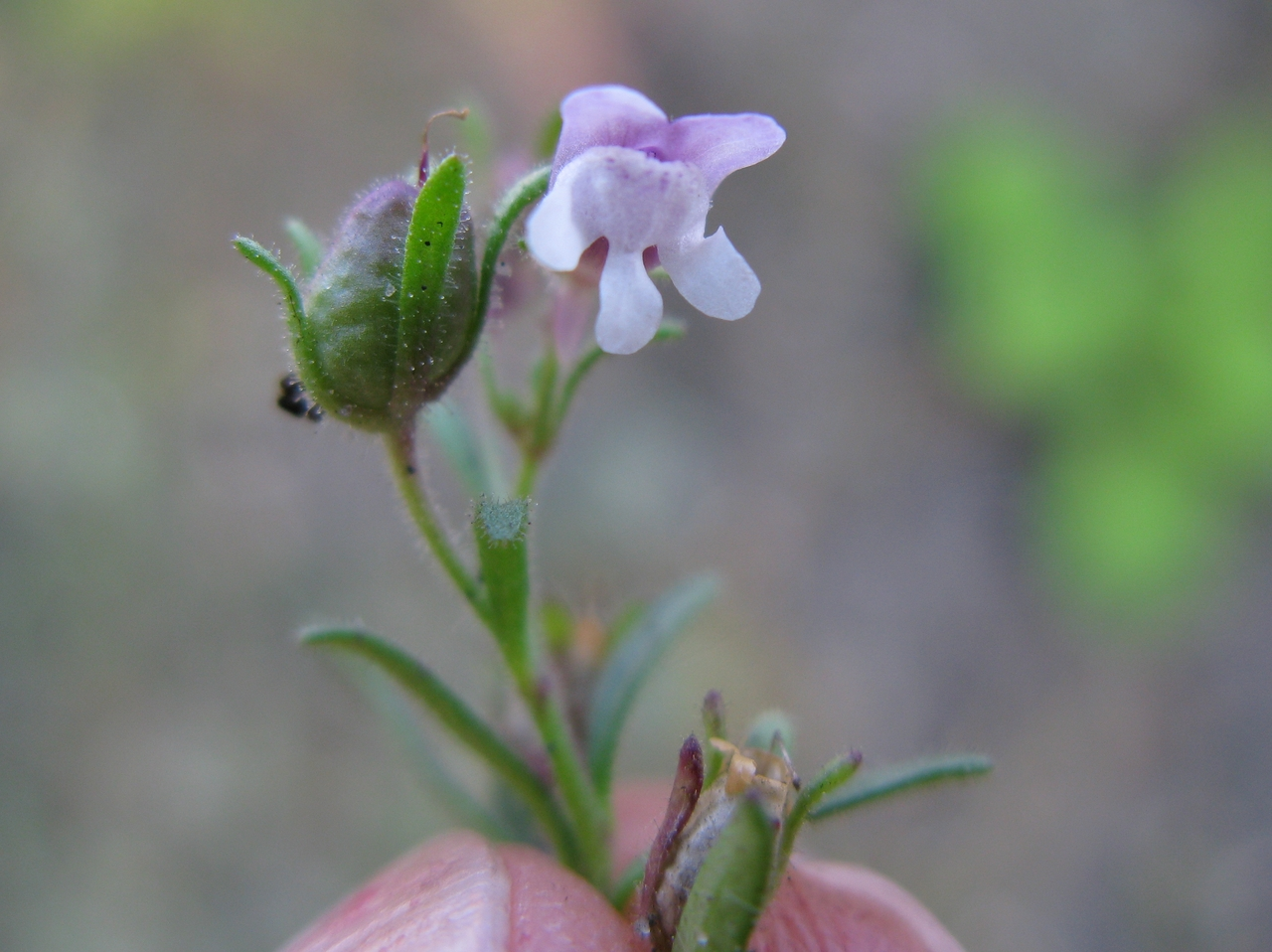
Květ